# Bergtjärnen (Voxna socken, Hälsingland, 680527-148703)
Bergtjärnen är en sjö i Ovanåkers kommun i Hälsingland och ingår i Ljusnans huvudavrinningsområde.